# Kostel všech národů
Kostel všech národů (nazývaný také bazilika Agónie Páně, Basilica Agoniæ Domini) v Getsemanské zahradě v Jeruzalémě leží na západním úpatí Olivové hory v údolí řeky Cedron a náleží františkánské Kustodii Svaté země.

## Historie

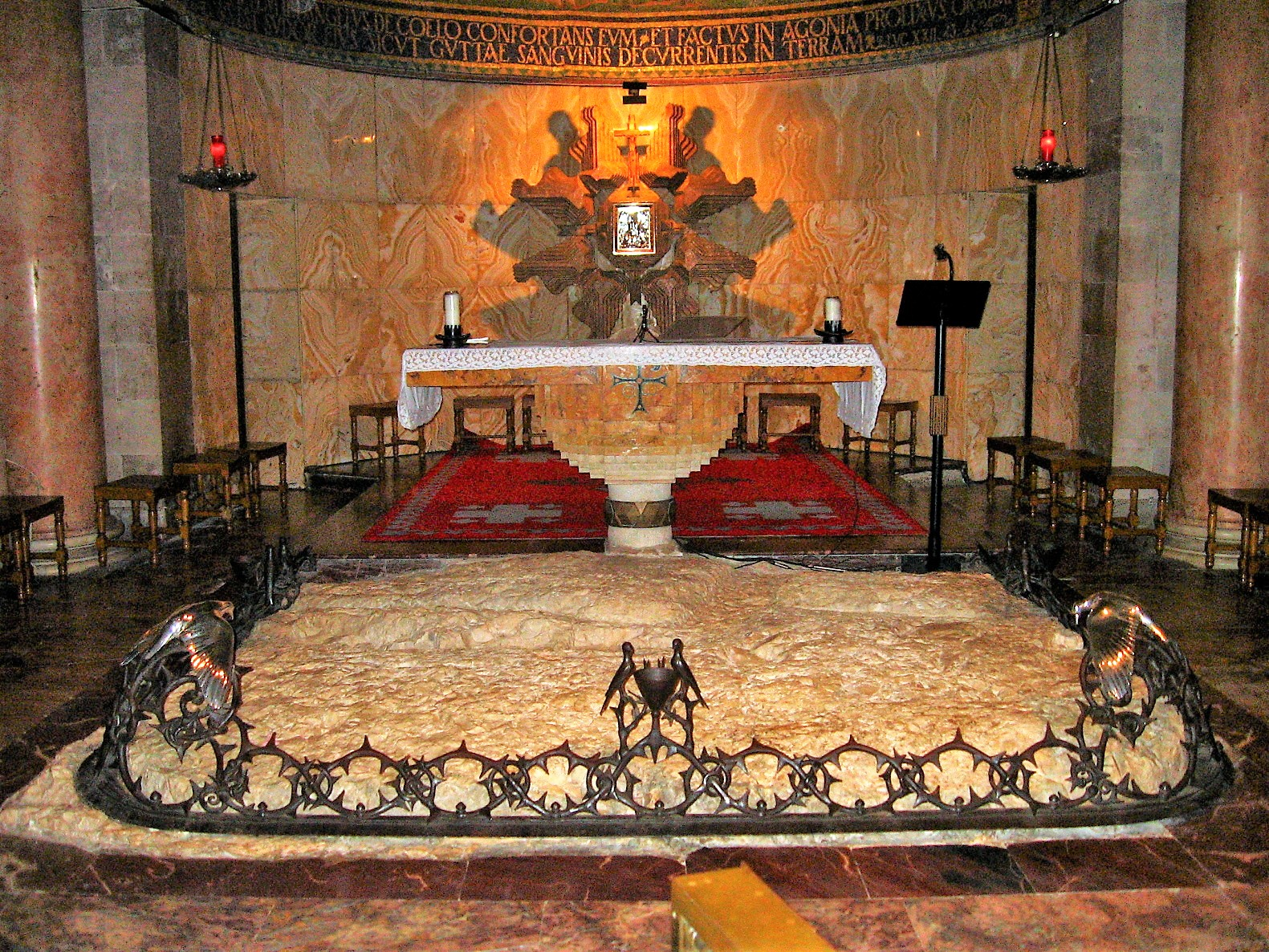
Interiér chrámu

První kostel na tomto místě dal postavit císař Theodosius Veliký v letech 379–395, ale roku 614 byl zničen armádou perských Sásánovců a následným zemětřesením roku 750. V období křižáckého státu byl ve 12. století na jeho troskách postaven kostel nazvaný Bazilika Agónie, který zanikl roku 1345. Františkáni se pokoušeli již od 14. století získat tato místa, podařilo se jim to až v 17. století, ale se stavbou kostela mohli začít až po provedení vykopávek (od roku 1891), při nichž nalezli zbytky předchozích staveb. Na stavbu kostela podle projektu italského architekta Antonia Barluzziho se vybíraly finanční prostředky po celém světě, proto je dnes zván také Kostel všech národů.